# Elymnias mehidina
Elymnias mehidina är en fjärilsart som beskrevs av Hans Fruhstorfer 1907. Elymnias mehidina ingår i släktet Elymnias och familjen praktfjärilar. Inga underarter finns listade i Catalogue of Life.